# Olho-d'água (geologia)

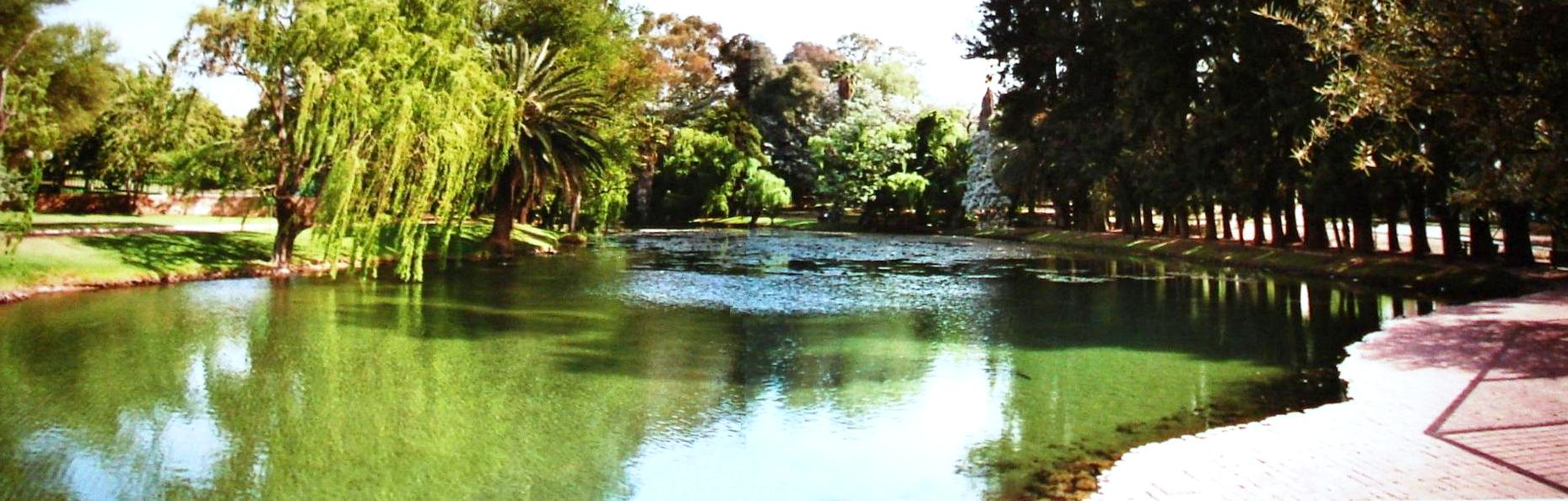
"Olho-d'água" em Kuruman, África do Sul

Olho-d'água ou olho de água, conhecido também como nascente, é uma fonte ou mina de água.

## Definição
O olho de água tem concentração em locais onde se verifica o aparecimento de água por afloramento do lençol freático. Sua designação dada aos locais onde se verifica o aparecimento de uma fonte ou nascente de água. As áreas onde aparecem olhos de água são, geralmente, planas e brejosas.